# Presidente Lucena
Presidente Lucena là một đô thị thuộc bang Rio Grande do Sul, Brasil. Đô thị này có diện tích 49,426 km², dân số năm 2007 là 2355 người, mật độ 47,65 người/km².